# Parroquia Santuario del Divino Niño
La Parroquia Santuario del Divino Niño del 20 de Julio, también conocida como Iglesia del Veinte de Julio, es un templo religioso de culto católico bajo la advocación del Divino Niño Jesús del 20 de Julio. Se encuentra en la localidad de San Cristóbal a pocas cuadras del inicio de la carrera Séptima en el suroriente de Bogotá, exactamente en la carrera sexta con calle 27 sur, barrio Veinte de Julio.

## Historia

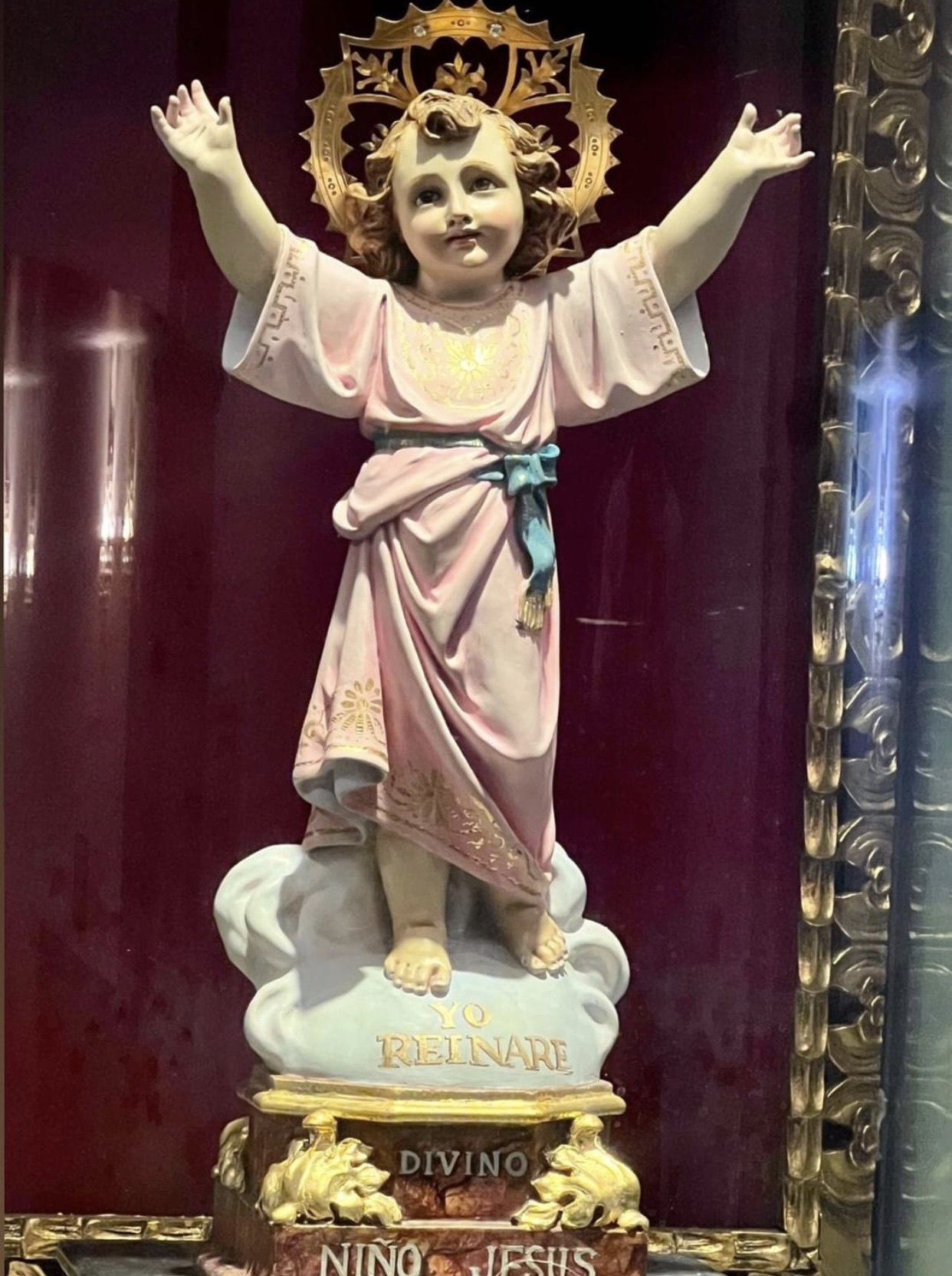
Imagen del Divino Niño Jesús venerada en el Santuario

La historia de la creación del templo se remonta a 1935, a partir de la devoción del padre el salesiano Juan del Rizzo por el Divino Niño. El lugar es sitio turístico y de peregrinación de los católicos en Bogotá, particularmente en la Semana Santa, quienes acuden con fervor a pedir por sus intenciones ante en Divino Niño.
Al norte de la iglesia se encuentra la Plazoleta del Veinte de Julio, y a pocos metros hacia el sur se ubica el Portal 20 de Julio del sistema TransMilenio. Los alrededores del lugar son punto de encuentro de vendedores formales e informales para la venta de artículos religiosos.

## Galería

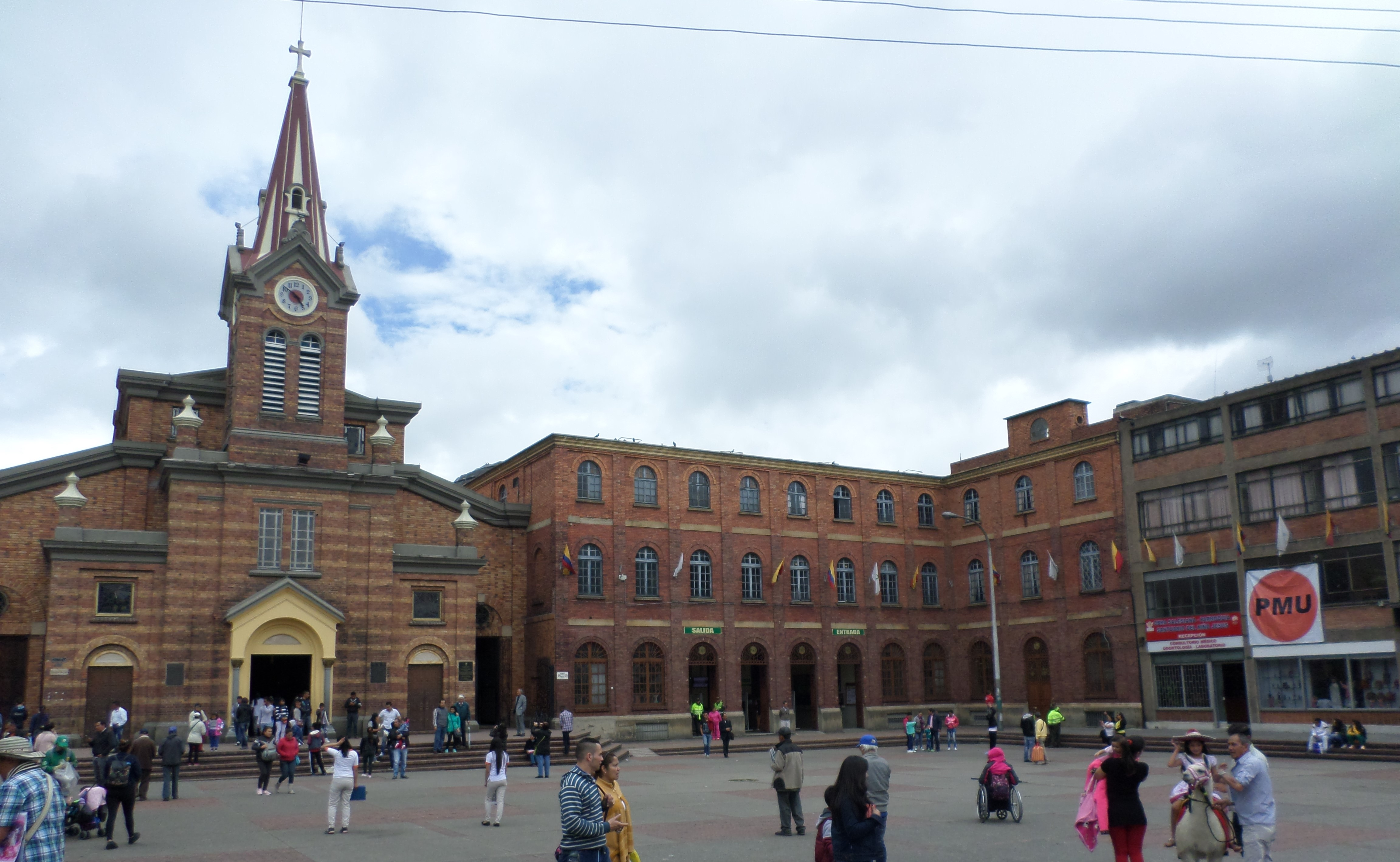
Plazoleta del Veinte de Julio
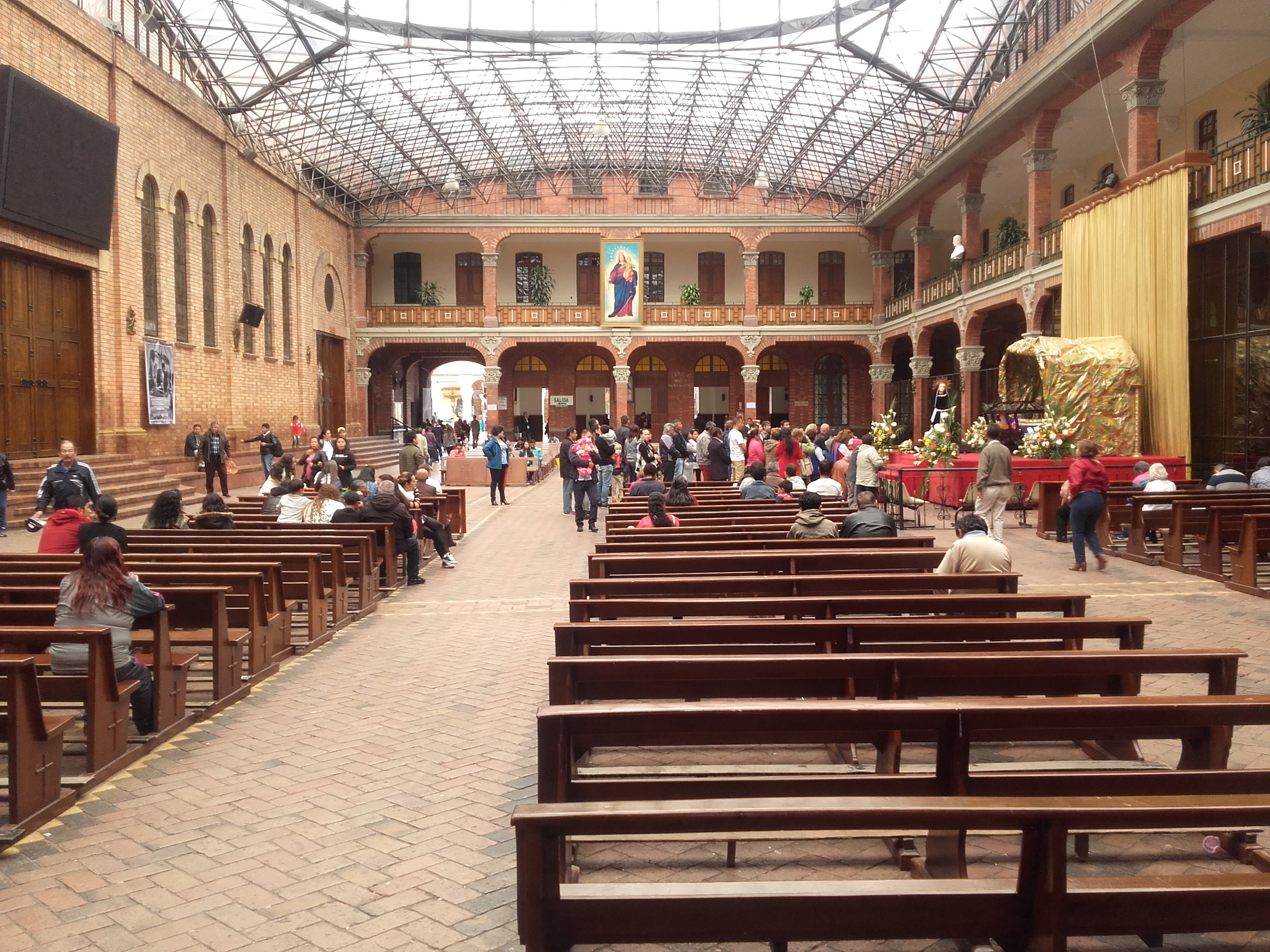
Costado occidental al interior de la iglesia
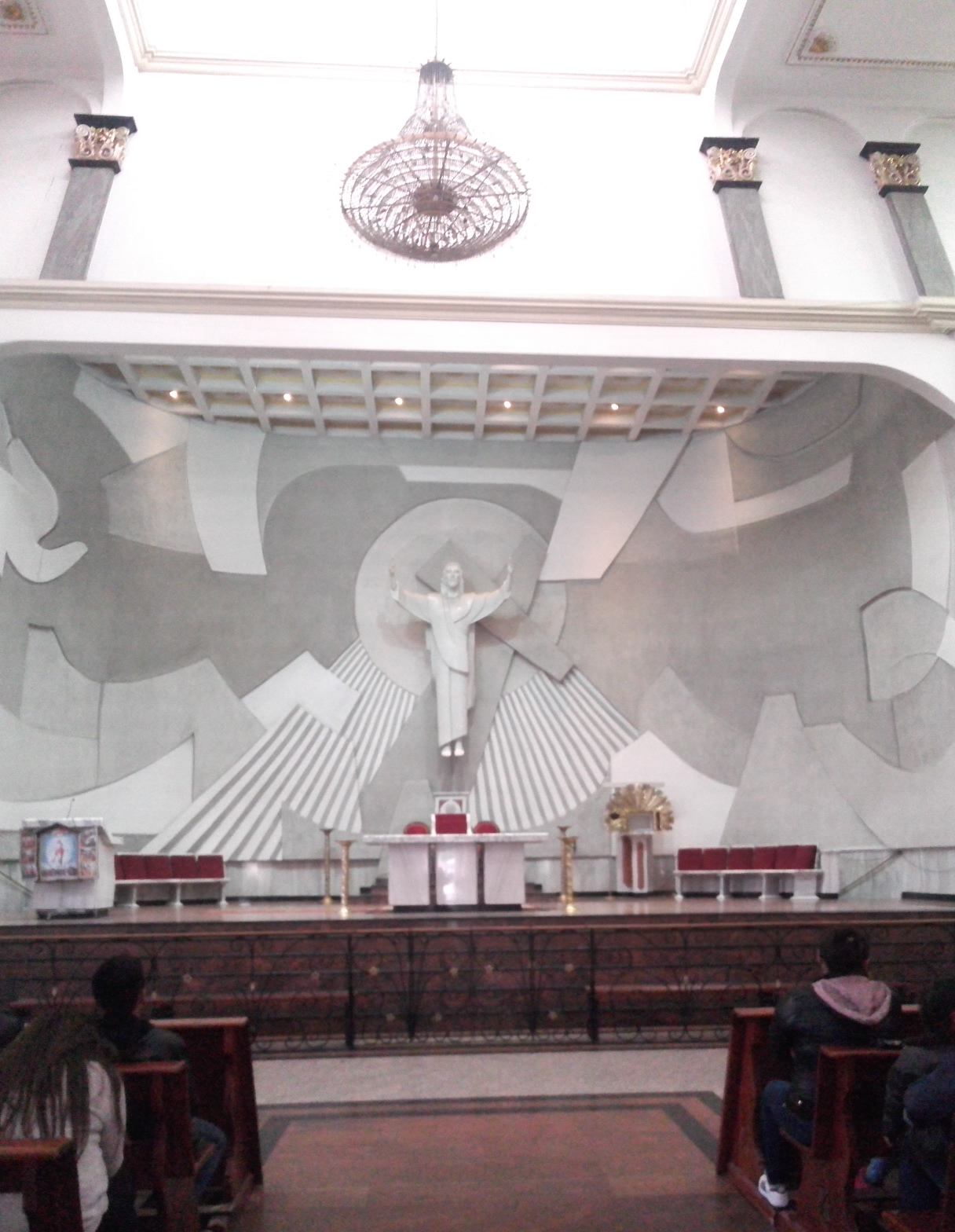
Altar de la iglesia
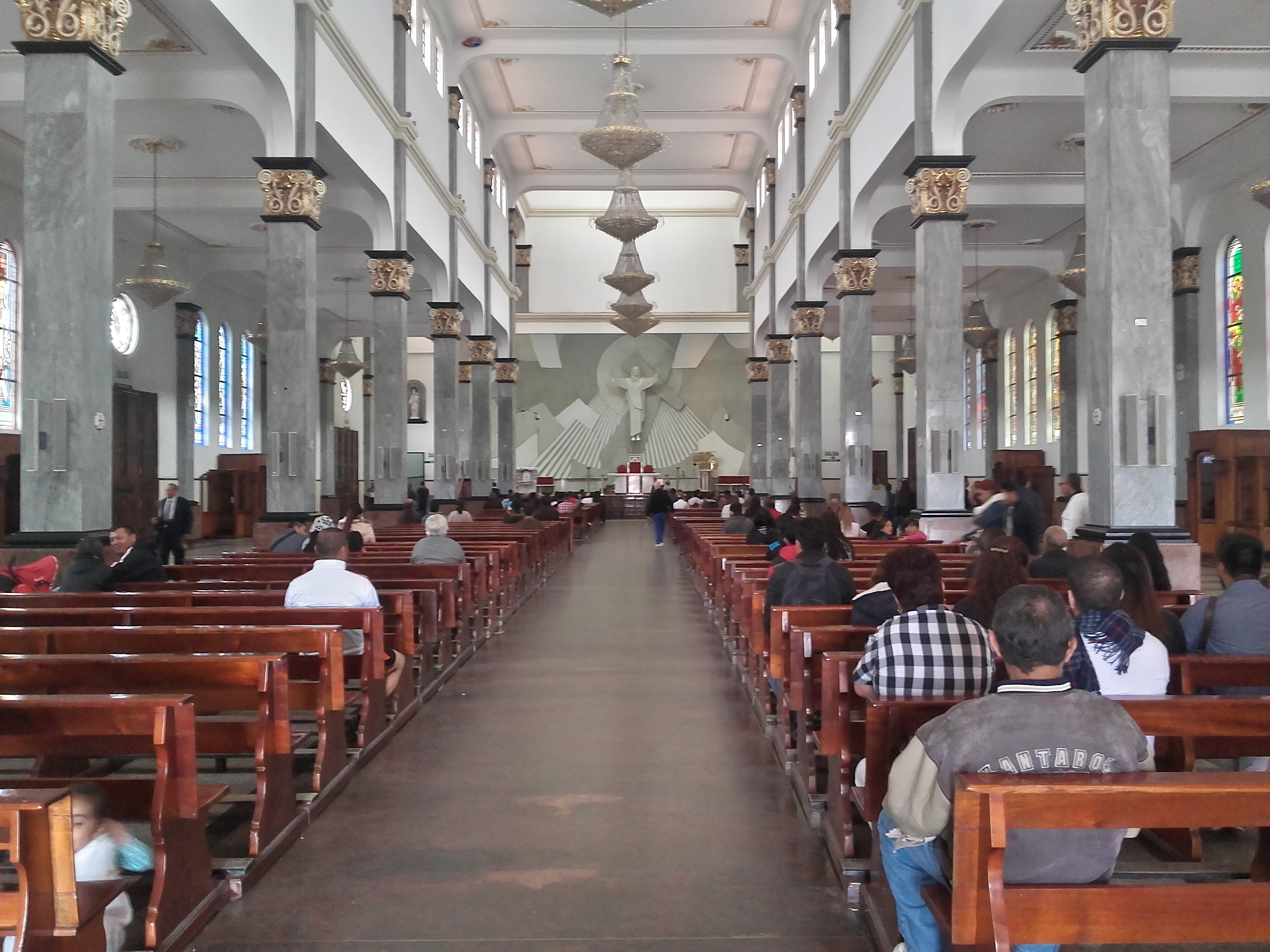
Interior de la iglesia
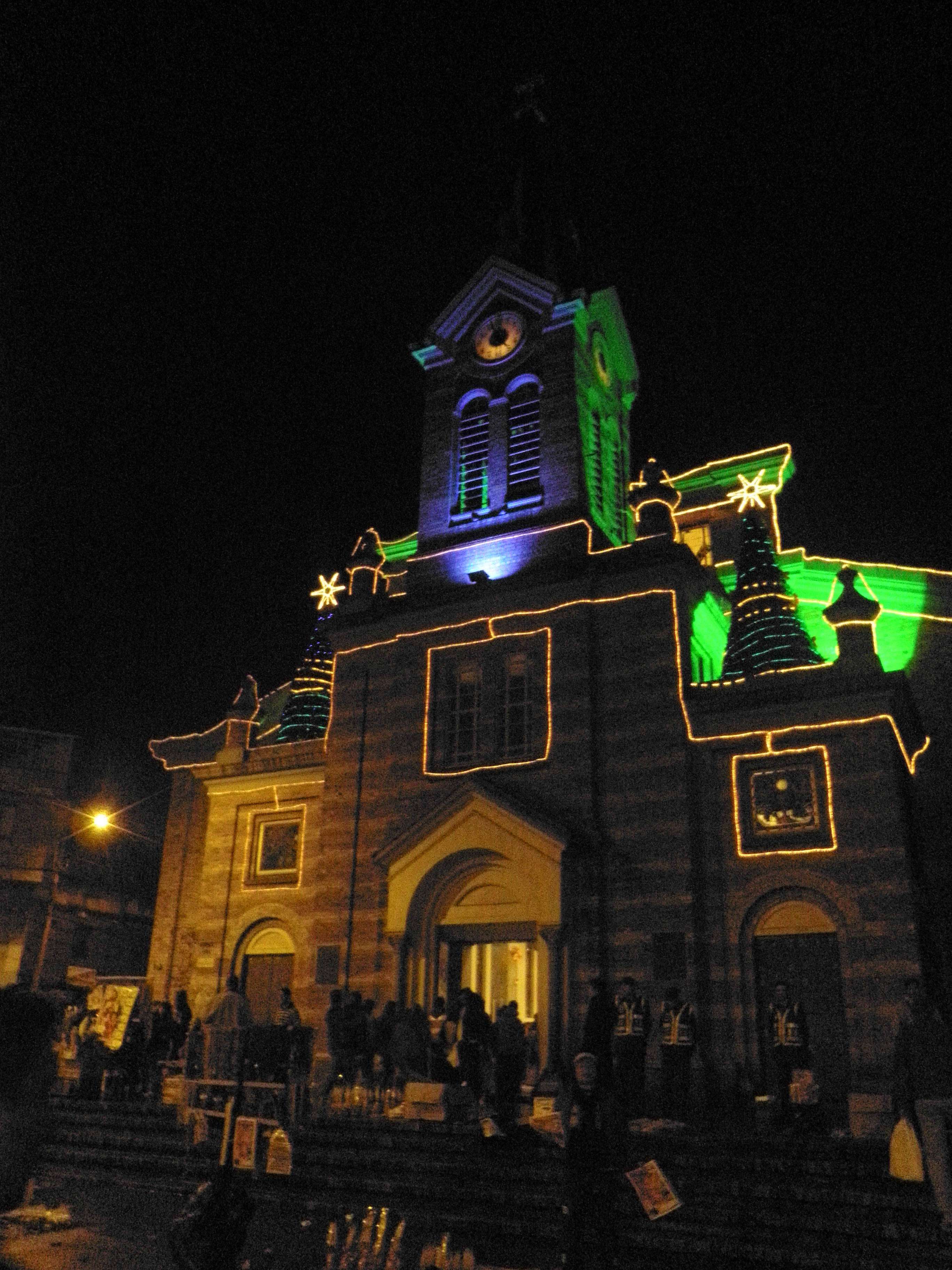
Fachada de la iglesia en Navidad.

## Recomendaciones para la visita al Santuario del Niño Jesús en Bogotá
- Para evitar las aglomeraciones, visitar la iglesia entre semana o un sábado. Siempre hay Eucaristías y el Santuario del Niño Jesús está más vacío.
- Evitar ir en vehículo propio. La fila para entrar al parqueadero del lugar es muy larga los domingos.
- Viajar en transporte público Transmilenio (Portal 20 de Julio) que tienen una ruta especial más rápida.
- Como en todas las Iglesias de la zona, en cuaresma y Navidad realizan misas a las 5:00 am.[2]